# Communauté de communes du Pays du Grand Fougeray
Die Communauté de communes du Pays du Grand Fougeray ist ein ehemaliger französischer Gemeindeverband mit der Rechtsform einer Communauté de communes im Département Ille-et-Vilaine in der Region Bretagne. Der Gemeindeverband wurde am 31. Dezember 1993 gegründet und bestand aus vier Gemeinden. Der Verwaltungssitz befand sich im Ort Grand-Fougeray.

## Historische Entwicklung
Mit Wirkung vom 1. Januar 2017 fusionierte der Gemeindeverband mit der Communauté de communes de Moyenne Vilaine et Semnon und bildete so die Nachfolgeorganisation Bretagne Porte de Loire Communauté.

## Ehemalige Mitgliedsgemeinden
1. La Dominelais
2. Grand-Fougeray
3. Sainte-Anne-sur-Vilaine
4. Saint-Sulpice-des-Landes